# 泰坦冰穹
88°30′S 165°0′E / 88.500°S 165.000°E
泰坦冰穹（英語：Titan Dome）是南極洲的冰穹，位於南極高原，從東面延伸至西面，處於毛德王后山脈和南極點之間，海拔高度3,100米，該冰穹以劍橋大學的電腦命名。